# Gérard Ier de Lorraine
Pour les articles homonymes, voir Gérard de Lorraine.
Gérard de Lorraine ou Gérard d'Alsace, né vers 1030, mort le 11 août 1070 à Remiremont, fut seigneur de Châtenois, puis duc de Lorraine de 1048 à 1070. Les textes de l'époque le désignent également sous les noms de Gérard de Chatenoy — en référence à son titre de seigneur (ou comte) de Châtenois et du château qu'il y possédait — ou Gérard de Flandre — son épouse, Hedwige de Namur, étant aussi nommée Hedwige de Flandre. 
Son père est Gérard IV de Metz, fils d'Adalbert II de Metz et de Judith von Öhningen, comte de Metz, et selon une charte de 1038 de l'abbaye de Remiremont, comte d'Alsace. Sa mère est Gisèle de Franconie, qui est probablement la fille de Conrad le Vieux, duc de Carinthie et margrave de Vérone, et de Mathilde de Souabe.

## Histoire
Adalbert d'Alsace, son frère aîné, devenu comte de Metz à la mort de son père, fut investi du duché de Haute-Lotharingie au début de 1047 par l'empereur Henri III, qui venait de le confisquer à Godefroid II. Celui-ci ne s'avoua pas vaincu et tua Adalbert dans une bataille près de Thuin, le 11 novembre 1048. Henri III donna alors le duché à son frère, Gérard d'Alsace, devenu également à son tour comte de Metz.
Godefroy II continua la lutte, aidé par des seigneurs lorrains qui s'inquiétaient de la puissance territoriale du nouveau duc, et fit rapidement prisonnier Gérard. Mais Gérard était soutenu par Bruno (un ancien évêque de Toul élu pape sous le nom de Léon IX), qui, en voyage en Lorraine, obtint la libération de Gérard en 1049. De plus l'empereur le soutint et lui fournit des troupes qui lui permirent de vaincre ses adversaires. Toutefois la noblesse lorraine continua à plusieurs reprises à créer des troubles contre le duc, soutenue par le clergé.
Tout son règne fut marqué par la fidélité aux empereurs Henri III, puis Henri IV, et par une collaboration régulière avec l'Église. Il fut avoué de l'Abbaye de Moyenmoutier, de l'abbaye de Saint-Mihiel et de l'Abbaye de Remiremont.
Il fit construire le château de Prény, ainsi qu'une petite cité en position centrale du duché sur un lieu nommé Nancy. Cette cité se développa et devint la capitale du duché.
Il résidait habituellement au château fortifié de Châtenois, château dont les fortifications seront détruites par Condé en 1634. Parmi ses biens, certains font partie du patrimoine foncier de l'abbaye de Saint-Denis, notamment au Stoufin, l'actuel Haut-Koenigsbourg.
Gérard de Lorraine mourut à Remiremont alors qu'il s'apprêtait à mater une révolte des nobles lorrains, et un empoisonnement n'est pas à exclure. Il fut enterré dans l'abbaye de Remiremont. Des fouilles eurent lieu au xixe siècle dans la crypte pour retrouver son tombeau mais, les sépultures trouvées étant anépigraphes (sans inscription), elles restèrent vaines.

## Descendance

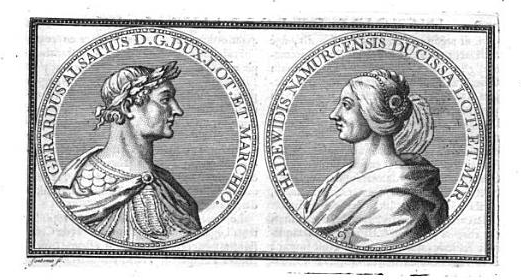
Gérard de Lorraine et son épouse Hadwide de Namur.

Il avait épousé Hadwide de Namur, fille d'Albert Ier, comte de Namur, et d'Ermengarde de Basse-Lotharingie. Ce mariage le rapprocha de la noblesse lorraine (voir l'ascendance de son fils). Ils eurent pour enfants :
- Thierry II, duc de Lorraine ;
- Gérard, comte de Vaudémont ;
- Béatrice, mariée à Étienne Ier, comte de Bourgogne, de Mâcon et de Vienne ;
- Gisèle, abbesse de Remiremont.

Hadwide de Namur est la fondatrice du prieuré de Châtenois. À la mort de son époux, elle dote richement l'abbaye de Remiremont où il repose. Par son testament, elle est nommée administratrice provisoire du duché, mais elle meurt peu de temps après son époux. Dom Calmet décrit son effigie sur son tombeau : un visage aux cheveux courts et frisés, ceint d'une couronne ; elle porte une robe longue unie couverte d'un manteau dont les pans sont attachés par une cordelette.

## Représentations

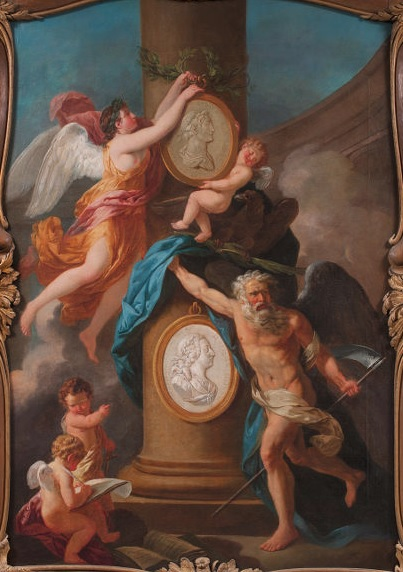
Glorification de la Maison de Lorraine, Ecole française (XVIIIe siècle).

Il n'existe à l'heure actuelle aucune représentation contemporaine du duc Gérard Ier de Lorraine. Son sceau n'est pas connu et les monnaies qu'il a frappées ne portent pas son effigie. De plus, l'origine mythique des ducs de Lorraine, faisant de Thierry II le fils de Guillaume de Lorraine (frère fictif de Godefroy de Bouillon) a souvent primé. Pour cette raison, Gérard de Lorraine n'a pas été représenté dans les suites généalogiques des XVIe et XVIIe siècles.
Aussi, lorsqu'au XVIIIe siècle, Ferdinand de Saint-Urbain réalisa la médaille qui se rapporte à lui pour son Médaillier de Lorraine, il ne put se servir ni de portraits d'époques, ni de représentations postérieures. À défaut, il fit un portrait de fantaisie s'inspirant des traits de caractères mentionnés par le chroniqueur Jean de Bayon. En raison de son statut de  fondateur de la Maison de Lorraine, le duc fut coiffé d'une couronne de laurier et vêtu à la manière romaine. Cette création de Ferdinand de Saint-Urbain constitua dès lors le portrait canonique de Gérard de Lorraine. Il fut repris par le graveur Carlo Faucci, par le peintre de la Glorification de la Maison de Lorraine ou par les restaurateurs de la Chapelle Ronde de Nancy lorsqu'ils la décorèrent de médaillons à l'effigie des ducs.

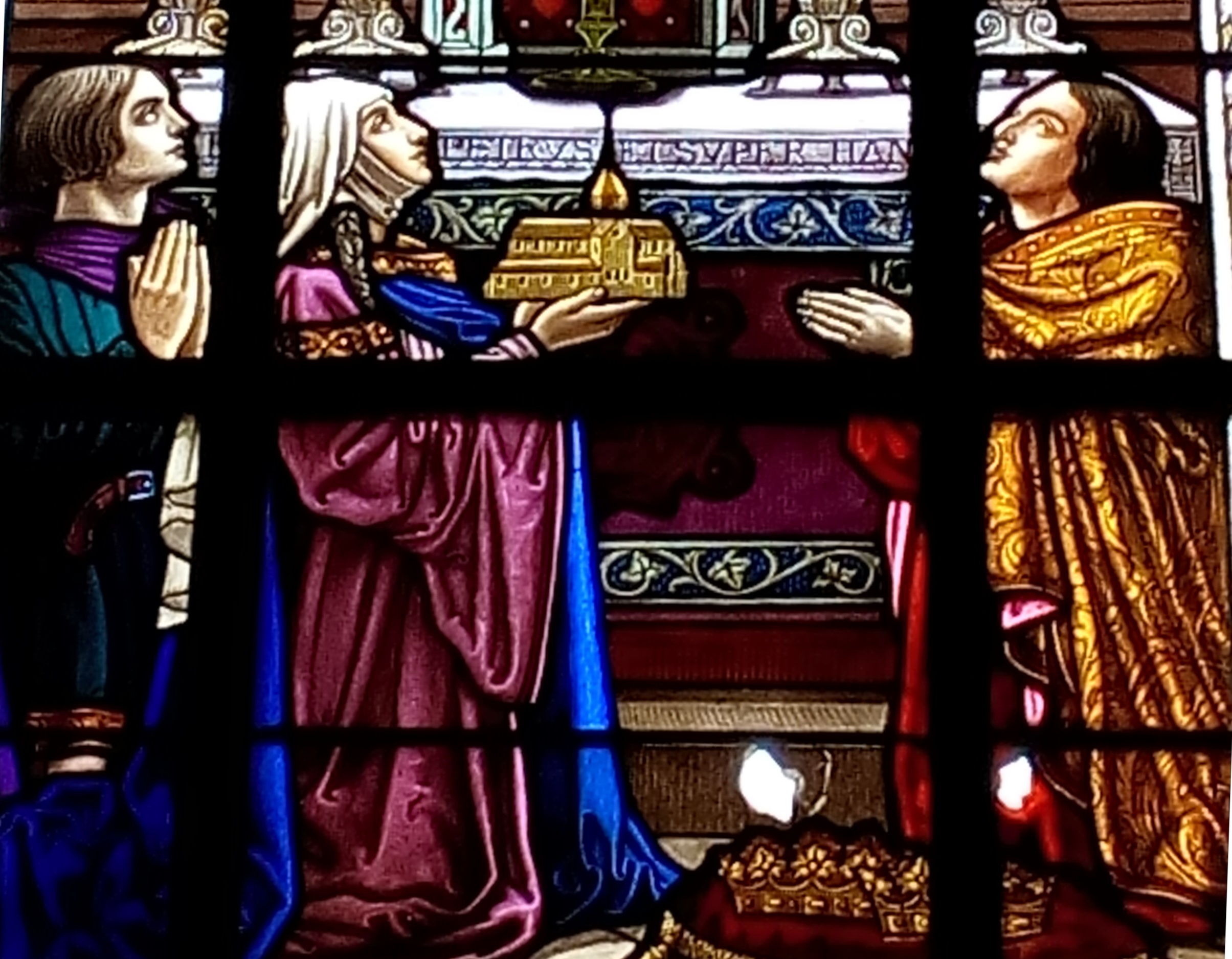
La famille ducale sur le vitrail historique de Châtenois (1926).

À partir de la seconde moitié du XIXe siècle, les représentations de Gérard de Lorraine s'éloignèrent du portrait romanisant de Ferdinand de Saint-Urbain. Dans son recueil de portraits paru en 1854, Jean Cayon le représente en guerrier vêtu à la manière de princes contemporains. Plus tard, en 1926, le prince d'Hénin-Liétard offrit au prieuré de Châtenois un vitrail commémorant sa fondation par les premiers ducs de Lorraine. Le peintre Pierre-Dié Mallet y représenta Gérard de Lorraine, ainsi que son épouse et son fils, agenouillés devant Saint Pierre, patron du lieu. Le fondateur de la dynastie y est vêtu du riche manteau ducal tandis que sa couronne repose sur un coussin.

## Sources
- Gerhard von Elsaß Herzog von Ober-Lothringen (1048-1070).
- Henry Bogdan, La Lorraine des ducs, sept siècles d'histoire, Perrin, 2005 [détail des éditions] (ISBN 2-262-02113-9).